# Discografia di Nek
La discografia di Nek, cantautore pop italiano, è costituita da sedici album in studio, tre raccolte, un album dal vivo e oltre cinquanta singoli, pubblicati in Italia tra il 1992 e il 2023.

## Discografia italiana

### Album in studio
- 1992 – Nek
- 1993 – In te
- 1994 – Calore umano
- 1996 – Lei, gli amici e tutto il resto
- 1998 – In due
- 2000 – La vita è
- 2002 – Le cose da difendere
- 2005 – Una parte di me
- 2006 – Nella stanza 26
- 2009 – Un'altra direzione
- 2013 – Filippo Neviani
- 2015 – Prima di parlare
- 2016 – Unici
- 2019 – Il mio gioco preferito: parte prima
- 2020 – Il mio gioco preferito: parte seconda
- 2023 – RengaNek (con Francesco Renga)

### Album dal vivo
- 2018 – Max Nek Renga, il disco (con Max Pezzali e Francesco Renga)

### Raccolte
- 2003 – The Best of Nek - L'anno zero
- 2010 – E da qui - Greatest Hits 1992-2010
- 2022 – 5030

### Singoli
- 1992 – Amami
- 1994 – Angeli nel ghetto
- 1996 – Tu sei, tu sai
- 1997 – Laura non c'è
- 1997 – Sei grande
- 1997 – Dimmi cos'è
- 1998 – Se io non avessi te
- 1998 – Sto con te
- 1999 – Se una regola c'è
- 1999 – Con un ma e con un se
- 2000 – Ci sei tu
- 2000 – La vita è
- 2002 – Sei solo tu (con Laura Pausini)
- 2002 – Parliamo al singolare
- 2002 – Cielo e terra
- 2003 – Almeno stavolta
- 2004 – L'anno zero
- 2005 – Lascia che io sia
- 2005 – Contromano
- 2006 – L'inquietudine
- 2006 – Instabile
- 2007 – Notte di febbraio
- 2007 – Nella stanza 26
- 2009 – La voglia che non vorrei
- 2009 – Se non ami
- 2009 – Semplici emozioni
- 2010 – E da qui
- 2011 – Vulnerabile
- 2011 – È con te
- 2011 – Eclissi del cuore (con L'Aura)
- 2013 – Congiunzione astrale
- 2013 – La metà di niente
- 2014 – Hey Dio
- 2015 – Fatti avanti amore
- 2015 – Se telefonando
- 2015 – Io ricomincerei
- 2016 – Uno di questi giorni
- 2016 – Unici
- 2016 – Differente
- 2017 – Freud (feat. J-Ax)
- 2017 – Duri da battere (con Max Pezzali e Francesco Renga)
- 2017 – Il mio giorno più bello nel mondo (con Max Pezzali e Francesco Renga)
- 2017 – Gli anni (con Max Pezzali e Francesco Renga)
- 2018 – Fatti avanti amore (con Max Pezzali e Francesco Renga)
- 2018 – Strada facendo (con Max Pezzali e Francesco Renga)
- 2019 – Mi farò trovare pronto
- 2019 – La storia del mondo
- 2019 – Alza la radio
- 2019 – Cosa ci ha fatto l'amore
- 2020 – Perdonare
- 2020 – Ssshh!!!
- 2021 – Un'estate normale
- 2022 – La teoria del caos
- 2023 – L'infinito più o meno (con Francesco Renga)
- 2023 – Il solito lido (con Francesco Renga)
- 2023 – Inspiegabile (con Francesco Renga)
- 2024 – Pazzo di te (con Francesco Renga)
- 2024 – Dolcevita (con Francesco Renga)

## Discografia spagnola

### Album in studio
- 1997 – Nek (Laura no está)
- 1998 – Entre tú y yo
- 2000 – La vida es
- 2002 – Las cosas que defenderé
- 2005 – Una parte de mí
- 2006 – En el cuarto 26
- 2009 – Nuevas direcciones
- 2013 – Filippo Neviani
- 2015 – Antes de que hables

### Raccolte
- 2003 – Lo mejor de Nek - El año cero
- 2006 – Esencial
- 2011 – Es así - Greatest Hits 1992-2010

### Singoli
- 1997 – Laura no está
- 1997 – Tu nombre
- 1998 – Si sé que te tengo a ti
- 1998 – Quédate
- 1998 – No preguntes por qué
- 1998 – Su tal vez, su quizá
- 2000 – Llegas tú
- 2000 – En el tren
- 2000 – La vida es
- 2002 – Tan sólo tú (con Laura Pausini)
- 2002 – Hablemos en pasado
- 2002 – Cielo y tierra
- 2003 – Al menos ahora
- 2003 – El año cero
- 2003 – En ti
- 2003 – Corazones en tempestades
- 2003 – Ángeles del ghetto
- 2005 – Para ti sería
- 2005 – A contramano
- 2006 – La inquietud
- 2006 – Vértigo
- 2007 – Noche de Febrero
- 2007 – En el cuarto 26
- 2007 – Para ti sería (con El Sueño de Morfeo)
- 2007 – Chocar (con El Sueño de Morfeo)
- 2009 – Deseo que ya no puede ser
- 2009 – Si no amas
- 2009 – Simples emociones
- 2010 – Levántate (con Marta Sánchez)
- 2010 – Eres así
- 2011 – Vulnerable
- 2011 – Para ti
- 2013 – La mitad de nada (con Sergio Dalma)
- 2013 – Conjunción astral
- 2017 – Únicos

## Videografia

### Video musicali
| Anno | Titolo                                               | Regista/i                           |
| ---- | ---------------------------------------------------- | ----------------------------------- |
| 1992 | Amami                                                |                                     |
| 1994 | Calore umano                                         | Giacomo De Simone                   |
| 1997 | Laura non c'è / Laura no está                        | Riccardo Struchil                   |
| 1997 | Sei grande / Tu nombre                               |                                     |
| 1997 | Dimmi cos'è                                          |                                     |
| 1998 | Se io non avessi te / Si sé que te tengo a ti        | Francesco Fei                       |
| 1998 | Sto con te / Quédate                                 |                                     |
| 1999 | Se una regola c'è / No preguntes por qué             |                                     |
| 1999 | Con un ma e con un se / Su tal vez, su quizá         |                                     |
| 2000 | Ci sei tu / Llegas tú                                |                                     |
| 2000 | Sul treno / En el tren                               |                                     |
| 2000 | La vita è / La vida es                               |                                     |
| 2002 | Sei solo tu / Tan sólo tú (feat. Laura Pausini)      | Maki Gherzi                         |
| 2002 | Parliamo al singolare / Hablemos en pasado           |                                     |
| 2002 | Cielo e terra / Cielo y tierra                       |                                     |
| 2003 | Almeno stavolta / Al menos ahora                     | Beniamino Catena                    |
| 2004 | L'anno zero / El año cero                            |                                     |
| 2005 | Lascia che io sia / Para ti sería                    | Maki Gherzi                         |
| 2005 | Contromano / A contramano                            | Fabio Jansen                        |
| 2006 | L'inquietudine / La inquietud                        | Fabio Jansen                        |
| 2006 | Instabile / Vértigo                                  | Cosimo Alemà                        |
| 2007 | Notte di febbraio / Noche de febrero                 | Cosimo Alemà                        |
| 2007 | Nella stanza 26 / En el cuarto 26                    | Francesco Calabrese                 |
| 2009 | La voglia che non vorrei / Deseo que ya no puede ser | Marco Salom                         |
| 2009 | Se non ami                                           | Stefano Poletti                     |
| 2009 | Semplici emozioni / Simples emociones                | Marco Salom                         |
| 2010 | E da qui / Eres asì                                  | Roberto "Saku" Cinardi              |
| 2011 | Vulnerabile / Vulnerable                             | Marco Salom, Roberto "Saku" Cinardi |
| 2011 | È con te                                             | Roberto "Saku" Cinardi              |
| 2013 | Congiunzione astrale / Conjunción astral             | Marco Salom                         |
| 2013 | La metà di niente / La mitad de nada                 | Marco Salom                         |
| 2014 | Hey Dio                                              | Fabio Jansen, Andrea Basile         |
| 2015 | Fatti avanti amore / Sigue hacia adelante            | Gaetano Morbioli                    |
| 2015 | Se telefonando                                       | Gaetano Morbioli                    |
| 2015 | Io ricomincerei                                      | Gaetano Morbioli                    |
| 2016 | Uno di questi giorni                                 | Gaetano Morbioli                    |
| 2016 | Unici / Únicos                                       | Gaetano Morbioli                    |
| 2016 | Differente / Diferente                               | Gaetano Morbioli                    |
| 2017 | Freud (feat. J-Ax)                                   | The Astronauts                      |
| 2018 | Strada facendo (con Max Pezzali e Francesco Renga)   | Gaetano Morbioli                    |
| 2019 | Mi farò trovare pronto                               | Gaetano Morbioli                    |
| 2019 | La storia del mondo                                  | Mauro Russo                         |
| 2019 | Alza la radio / Sube la radio                        | Gaetano Morbioli                    |
| 2019 | Cosa ci ha fatto l'amore                             | Andrea Venosino                     |
| 2019 | Dove inizia il cielo (con Roshelle)                  |                                     |
| 2020 | Perdonare                                            | Laura Battista                      |
| 2020 | Ssshh!!!                                             | Gaetano Morbioli                    |
| 2021 | Un'estate normale                                    | Gaetano Morbioli                    |
| 2023 | L'infinito più o meno (con Francesco Renga)          | Marc Lucas, Igor Grbesic            |
| 2023 | Il solito lido (con Francesco Renga)                 | Marc Lucas, Igor Grbesic            |
| 2023 | Inspiegabile (con Francesco Renga)                   | Marc Lucas, Igor Grbesic            |
| 2024 | Pazzo di te (con Francesco Renga)                    | Marc Lucas                          |
| 2024 | Dolcevita (con Francesco Renga)                      | Mattia Di Tella                     |

#### Partecipazioni in video di altri artisti
| Anno | Titolo                   | Artista                                          | Regista/i                                |
| ---- | ------------------------ | ------------------------------------------------ | ---------------------------------------- |
| 2008 | Para ti sería            | El Sueño de Morfeo feat. Nek                     |                                          |
| 2008 | Chocar                   | El Sueño de Morfeo feat. Nek                     |                                          |
| 2008 | Walking Away             | Craig David feat. Nek                            |                                          |
| 2009 | Domani                   | Artisti Uniti per l'Abruzzo                      | Ambrogio Lo Giudice                      |
| 2011 | Eclissi del cuore        | L'Aura feat. Nek                                 |                                          |
| 2016 | Una città per cantare    | Ron & Artisti Insieme per la Lotta contro la SLA | Marco Donazzan, Luca Donazzan            |
| 2017 | Duri da battere          | Max Pezzali feat. Francesco Renga e Nek          | Manetti Bros.                            |
| 2019 | C'è da fare              | Kessisoglu & Friends per Genova                  | Gianluca "Calu" Montesano, Lele Biscussi |
| 2020 | Fratelli del mondo       | AA.VV.                                           | Bruno Santori                            |
| 2020 | Ma il cielo è sempre blu | Italian Allstars 4 Life                          | Mauro Russo                              |
| 2021 | Spazio                   | Danti feat. Nek                                  | Fabrizio Conte                           |

## Altro

### Partecipazioni
- 1995 (album composto da 12 brani, di cui 11 cantati da Nek Dance Floor Virus - The Ballroom tributo ai Police)
- Laura, 1997 (versione in inglese di Laura non c'è)
- Laura no está, 1997 (versione in spagnolo di Laura non c'è)
- Anna Marie, 1998 (canzone in dialetto sassolese presente nell'album I giaraun d'la luna, distribuito a Sassuolo per fini umanitari)
- Luntan ded che, 1998 (canzone in dialetto sassolese presente nell'album I giaraun d'la luna, distribuito a Sassuolo per fini umanitari)
- La vita è (Remix), 2000 (versione remixata degli Eiffel 65)
- Plus loin que l'avenir, 2004 (duetto con la cantante francese Ève Angeli, contenuto nell'album Le meilleur d'Eve Angeli)
- Laura, 2005 (duetto con Cérena, versione italo-francese del brano Laura non c'è)
- Chiama piano, 2005 (cover del brano di Pierangelo Bertoli, contenuta nella raccolta ...a Pierangelo Bertoli)
- Sì viaggiare, 2006 (cover del brano di Lucio Battisti, contenuta nella raccolta Innocenti evasioni 2006)
- Para ti sería..., 2007 (versione spagnola in duetto con El Sueño de Morfeo del brano Lascia che io sia..., contenuta nell'edizione speciale dell'album En el cuarto 26)
- Chocar, 2007 (duetto con El Sueño de Morfeo, contenuta nella riedizione dell'album Nos vemos en el camino)
- Walking Away, 2008 (duetto con Craig David, contenuta nel Greatest hits del cantante inglese e nell'album Un'altra direzione di Nek, pubblicato nel 2009)
- Domani 21/04.2009, 2009 (brano realizzato da Artisti uniti per l'Abruzzo, i cui proventi sono devoluti interamente alla ricostruzione dei luoghi di arte e cultura devastati dal sisma aquilano)
- Cosa non si fa, 2009 (brano contenuto nell'album Q.P.G.A. di Claudio Baglioni, in cui Nek suona la chitarra e canta nel finale)
- Levántate, 2010 (duetto con Marta Sánchez, nell'ultimo album della cantante spagnola "Lanzamiento Otoño")
- Eclissi del cuore, 2011, cover in lingua italiana di Total Eclipse of the Heart (duetto con L'Aura Abela contenuto nell'EP Sei come me)
- Rossana, 2018 (duetto con Cristina D'Avena contenuto nell'album Duets Forever - Tutti cantano Cristina)